# 이시다 료타로
이시다 료타로(일본어: 石田 凌太郎, 2001년 12월 13일~)는 일본의 축구 선수이다.

## 구단 경력
그는 2020년 J1리그의 나고야 그램퍼스에 입단했다. 2022년 J2리그의 도쿠시마 보르티스로 임대 이적했다. 2022년 4월 나고야 그램퍼스로 복귀했다. 2023년 7월부터 2024년까지 J2리그의 도치기 SC에서 뛰었다. 2025년 블라우블리츠 아키타로 이적했다.